# H.W.D.W.S. (Hot, Wet, Drippin' with Sweat)
H.W.D.W.S. è il secondo album dei Nitro, uscito nel 1991 per l'Etichetta discografica Rhino Records.

## Tracce
1. I Want U (Angelo, Gillette, Hubberman) 4:11
2. Cat Scratch Fever (Nugent) 3:35 (Ted Nugent Cover)
3. Crazy Love (Angelo, Gillette, Hubberman) 3:42
4. Hot, Wet, Drippin' With Sweat (Angelo, Gillette) 3:27
5. Boyz Will B Boyz (Angelo, Gillette) 3:28
6. Turnin' Me On (Batio, Gillette) 3:47
7. Don't Go (Angelo, Gillette) 4:04
8. Makin' Love (Angelo, Gillette) 4:32
9. Take Me (Angelo, Gillette) 4:00
10. Johnny Died on Christmas (Angelo, Gillette) 3:47
11. Hey Mike [Guitar Solo] (Angelo, Gillette) :52

## Formazione
- Jim Gillette - voce
- Michael Angelo Batio - chitarra
- Ralph Carter - basso
- Johnny Thunder - batteria